# Caxambu (tambour)
Pour les articles homonymes, voir Caxambu (homonymie).

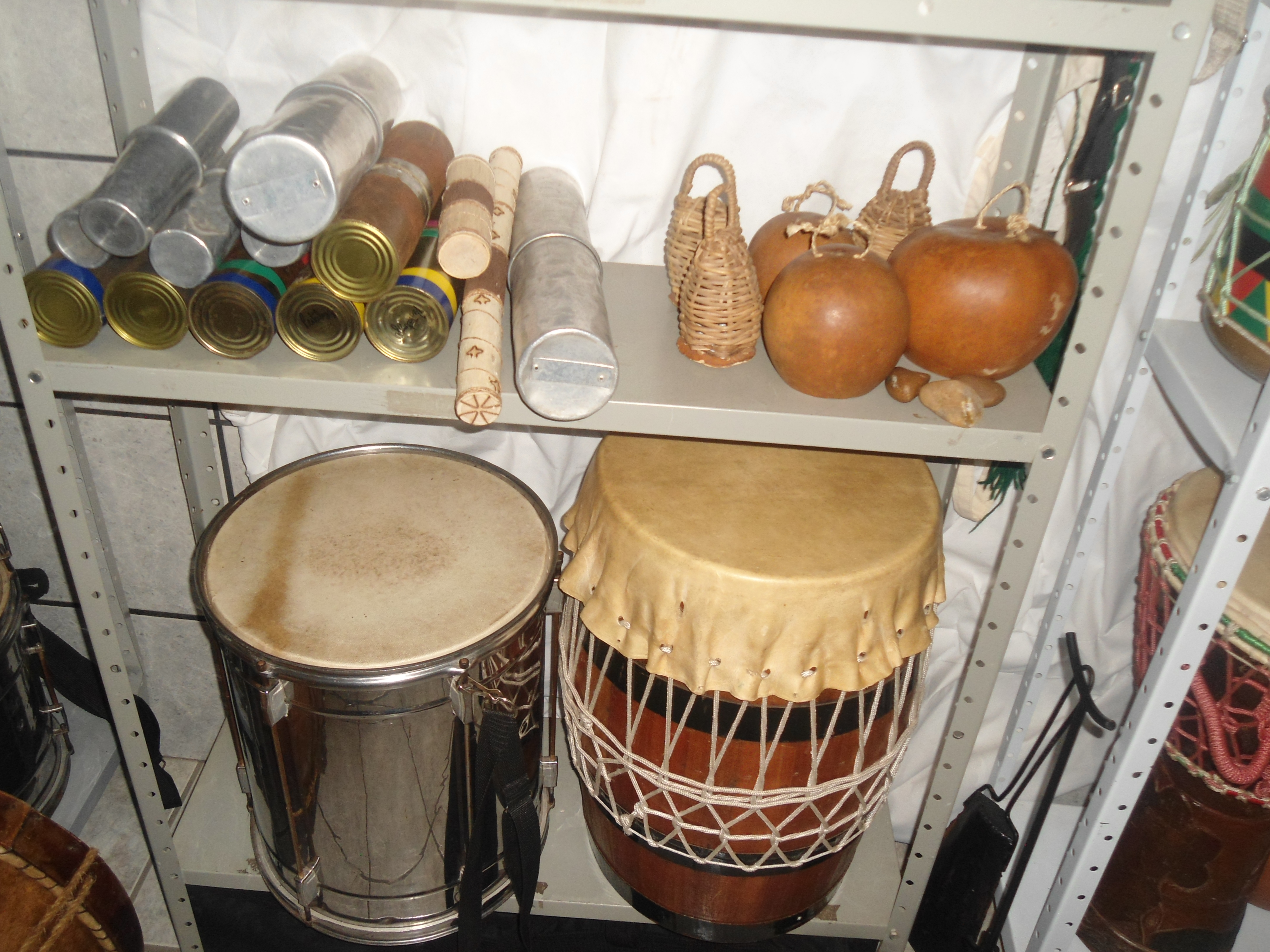
Ganzás, caxixi et caxambu.

Le caxambu ou bendenguê est le plus grand ou principal tambour cérémonial utilisé dans la manifestation culturelle afro-brésiliennes appelée jongo (à laquelle il prête même son nom dans certaines régions) et dans la danse Moçambique (pt).